# Molecule Man

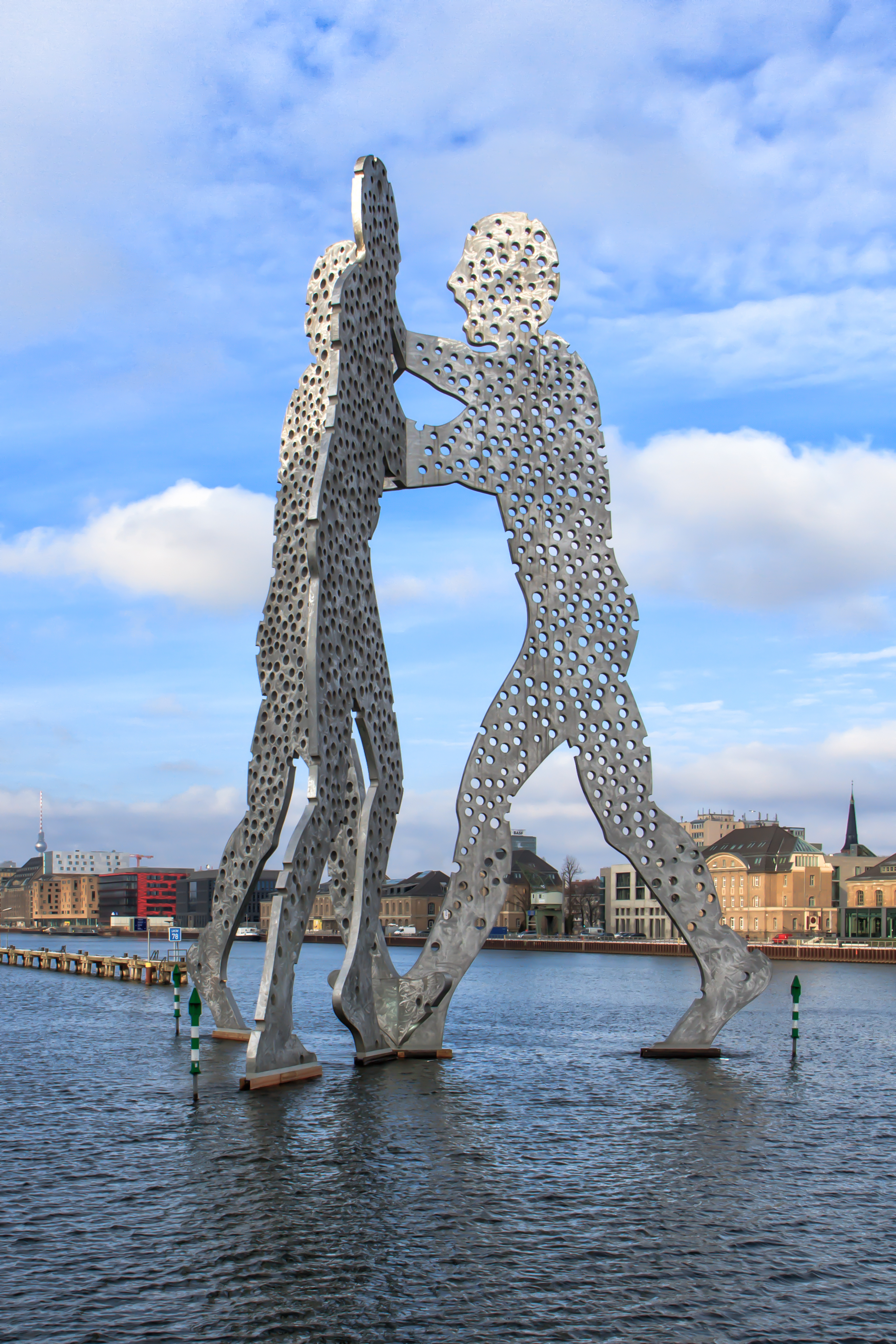
Berliner Molecule Man (2013)

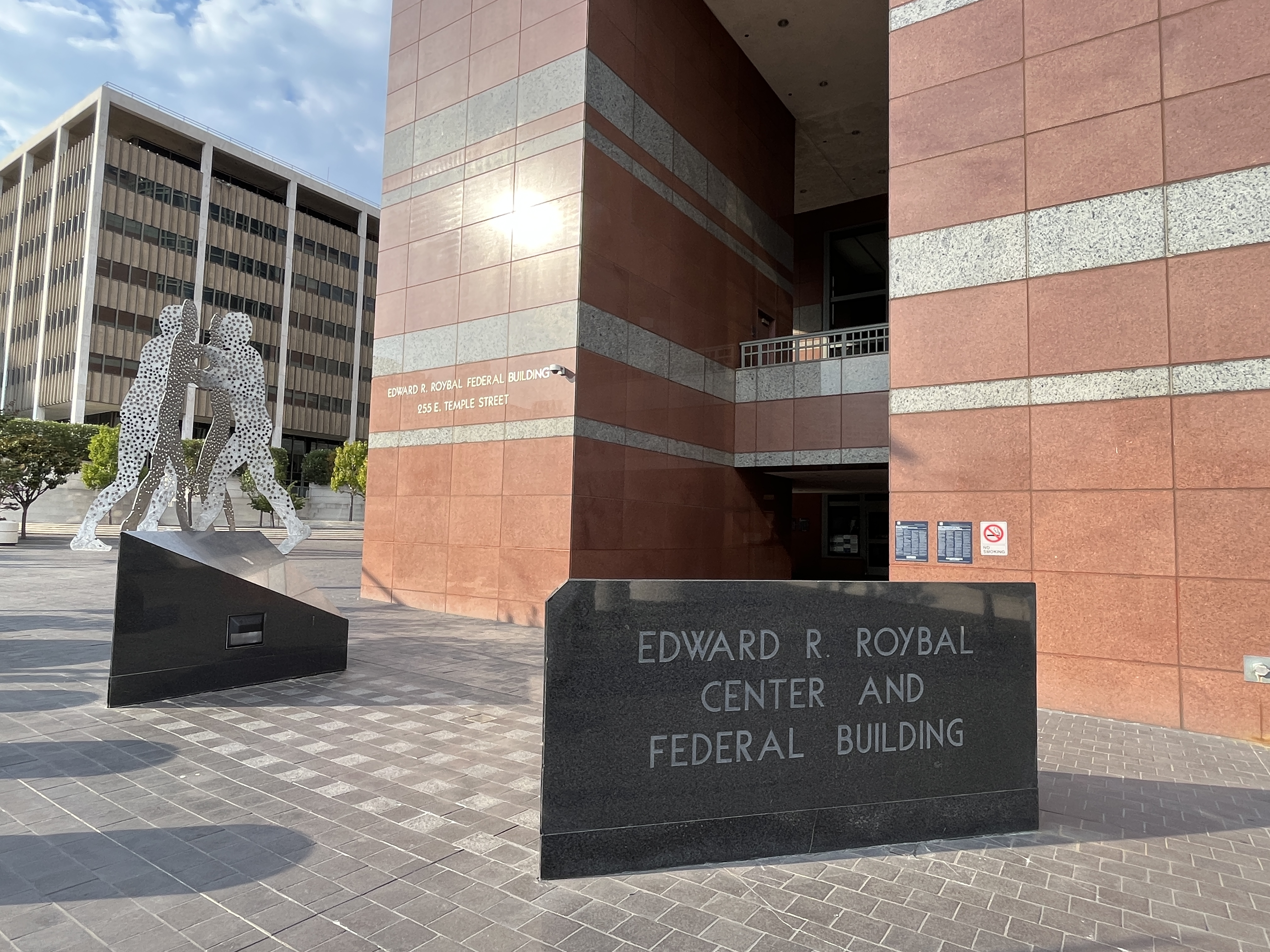
Molecule Man in Los Angeles (2022)

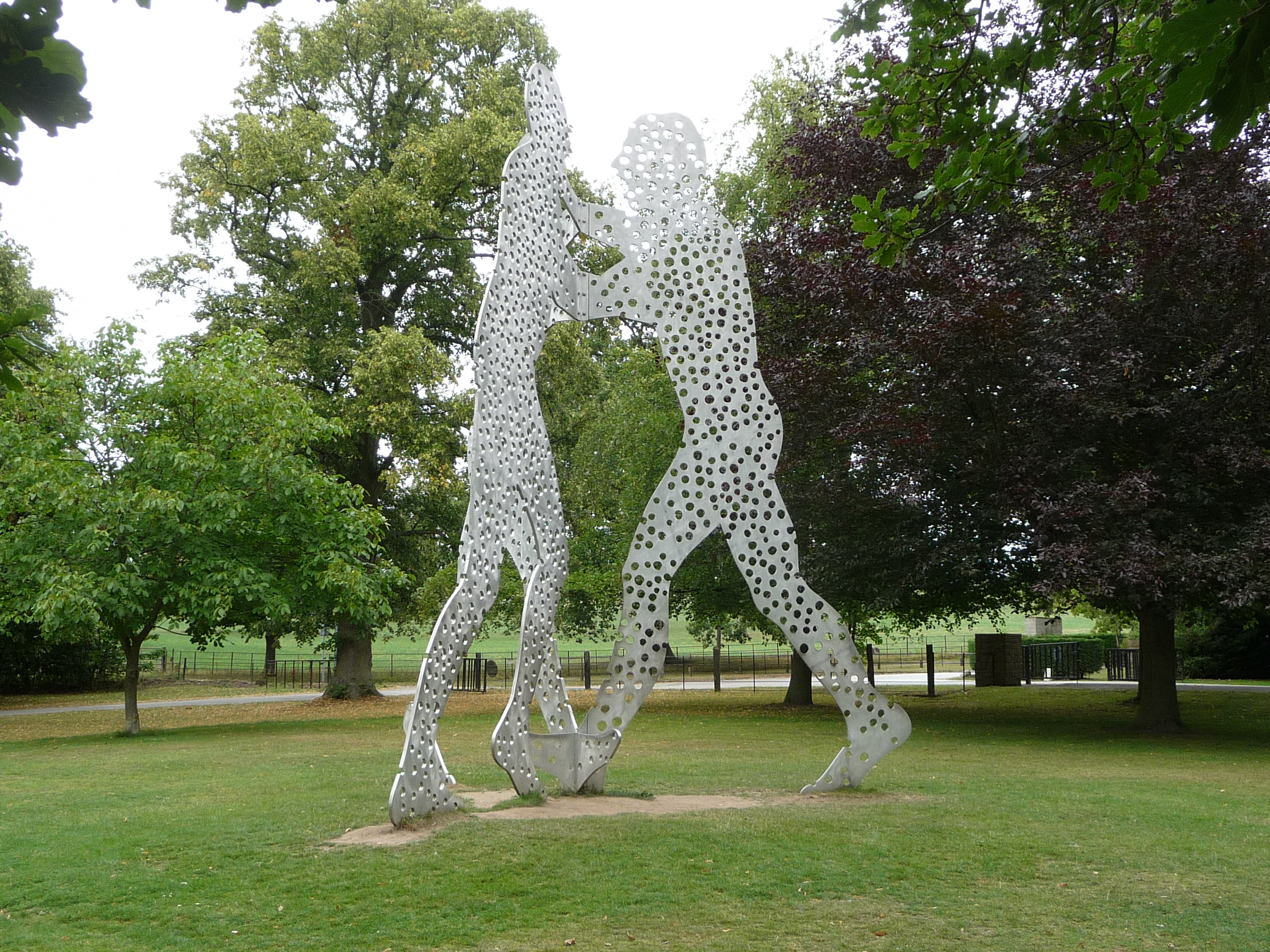
Molecule Man in Wakefield (2011)

Der Molecule Man ist eine Serie von Monumentalkunstwerken des amerikanischen Bildhauers Jonathan Borofsky. Er hat von dieser Skulptur Varianten mit drei und mit vier Personen geschaffen.

## Geschichte
Borofsky hat 1977/78 seine ersten Molekül-Skulpturen angefertigt, die in Los Angeles aufgestellt wurden. Ihn faszinierte die hohe Symbolkraft solcher Figuren, die mit Löchern durchsetzt sind, und die Moleküle symbolisieren, aus denen sie bestehen.

„[Die Skulptur soll daran erinnern …] dass sowohl der Mensch als auch die Moleküle in einer Welt der Wahrscheinlichkeit existieren und es das Ziel aller kreativen und geistigen Traditionen ist, Ganzheit und Einheit innerhalb der Welt zu finden.“

Ein Molecule Man in der Vier-Personen-Variante steht z. B. vor dem Edward R. Roybal Federal Building in Los Angeles, Kalifornien, USA. Drei-Personen-Skulpturen gibt es seit 1990 im Yorkshire Sculpture Park, in West Bretton, City of Wakefield, England, seit 1999 in Berlin und seit 2008 in Council Bluffs, Iowa, USA.

## Der Berliner Molecule Man
Der Berliner Molecule Man wurde in der Drei-Personen-Variante im Mai 1999 in Berlin in der Spree zwischen Elsenbrücke und Oberbaumbrücke aufgestellt. Borowsky gibt als Zeitpunkt der Erstellung bereits das Jahr 1997 an.
Am Ort der Dreifachfigur trafen die drei ehemals selbstständigen Berliner Bezirke Friedrichshain, Kreuzberg und Treptow zusammen. Heute treffen an der Stelle drei Ortsteile und zwei Bezirke aufeinander. Gleichzeitig ist der Ort eine Nahtstelle des wiedervereinigten West- und Ost-Berlins.
Es handelt sich um drei 30 Meter (100 Fuß) hohe menschliche Figuren aus wetterfesten, gelochten Aluminiumplatten, die sich gegenüberstehen und in der Mitte treffen. Die doppelte Symbolkraft besteht durch das Zusammentreffen der Bezirke, aber auch durch die Vereinigung von Molekülen aller Menschen, die zum Überleben der Menschheit nötig ist. Das Kunstwerk wiegt etwa 45 Tonnen. Die Materialkosten allein für Aluminium betrugen in etwa 600.000 US-Dollar (entsprach im Jahr 1999 etwa 510.000 Euro).
Zu sehen ist das Kunstwerk von der Oberbaum- und der Elsenbrücke, von der Stralauer Allee und von den vorüberführenden Bahn- und S-Bahnlinien. Finanziert wurde es durch die Allianz AG, die in dem benachbarten Gebäudekomplex Treptowers bis ins Jahr 2019 ihren Niederlassungssitz hatte.
Die Skulpturen wurden mehrfach für Protestaktionen genutzt. Aktivisten der Anarche Berlin zogen einer Figur im Mai 2020 eine riesige Rettungsweste über, um auf das Sterben im Mittelmeer hinzuweisen. Im Juli 2020 zogen Unterstützer des Hausprojekts in der Liebigstraße 34 einer der Skulpturen eine regenbogenfarbene Sturmhaube über und kleideten sie mit einem Rock an. Im August 2023 brachten Unbekannte Beleidigungen gegen Wladimir Putin an.
Anlässlich der Fußball-Europameisterschaft 2024 hatte Adidas im Juni 2024 den drei Kunstwerken übergroße Trikots der deutschen Fußballnationalmannschaft übergestreift, und zwar für die Spieler Manuel Neuer, Toni Kroos und Florian Wirtz.